# Ennis (Irlanda)
Ennis (Inis en gaèlic irlandès) és una ciutat de la República d'Irlanda, capital del comtat de Clare. Es troba a la costa oest d'Irlanda, als marges del riu Fergus i a 241 km de Dublín i 67 km de Galway. El seu nom és un abreujament de l'original Inis Cluain Ramh Fhada (l'illa del prat del rem llarg).
La població situada a amb prou feines 19 km al nord de l'Aeroport de Shannon, i a relativa poca distància d'atraccions turístiques com els Penya-segats de Moher, el Castell de Bunratty o el de Dromoreland.

## Història
El nom de la vila fa referència una antiga illa entre el curs del riu Fergus on hi havia una abadia franciscana. El passat d'Ennis està associat a la família O'Brien, reis de Thomond, deixaren el seu poder a Limerick i construïren una residència reial a Clonroad. Durant 1240 el rei Donnchadh O'Brien ordenà la construcció d'una extensió dels dominis de l'església que després donaria a l'orde franciscà.
La vila conté moltes edificacions militars britàniques que foren construïdes al llarg dels segles. Les àrees de Clare Road i Clonroad tenen cases adossades per a soldats de començaments del segle xx. A Station Road hi havia una caserna. Molts habitants d'Ennis lluitaren amb l'Exèrcit Britànic durant la Primera Guerra Mundial.

## Cultura
Ennis acollí el Fleadh Cheoil en 1956 i 1977.

## Personatges
- William Mulready (1786-1863) pintor.
- Matthew O'Brien (1814-1855) matemàtic.